# ایام تشریق
ایام تشریق، نام سه روزی است که بعد از عید قربان قرار دارد. به عبارت دیگر به روزهای یازدهم، دوازدهم و سیزدهم ماه ذی‌الحجه، ایام تشریق می‌گویند.

## وجه تسمیه
دربارهٔ علت نام‌گذاری ایام تشریق که از مناسک حج شمرده شده‌است، فرضیه‌هایی مطرح است:
1. «تشریق» به معنای خشک کردن گوشت در آفتاب است، و چون در این روزها گوشت قربانی را (برای نگهداری طولانی مدت) خشک می‌کردند. به این اسم، نام‌گذاری شد.
2. «تشریق» به معنای نماز عید است، روزهای دیگر نیز به پیروی از همین روز اول، «ایام تشریق» خوانده شده‌است.
3. در تفسیر باطنی «روز تشریق» روزی است که نور حجت بن الحسن بر مردم تابیده و آنان در زیر این نور قرار می‌گیرند.
4. ماه در این شب‌ها از موقعیتی برخوردار است که نور خوبی از آن بر زمین می‌تابد.
5. تا قبل از طلوع خورشید از مشرق، قربانی را ذبح نمی‌کنند.
6. یکی از معانی «تشریق»، سکونت در زیر تابش آفتاب است و حاجیان در این روزها برای ادای مناسک حج در زیر آفتاب توقف می‌کنند.
7. «تشریق» به معنای «رفتن به سمت مشرق» نیز مورد استفاده قرار می‌گیرد، و بیشتر حاجیان بعد از ادای مناسک حج به سمت مشرق می‌روند.[۱]

## آداب و اعمال
در قرآن، روایات و منابع فقهی برای این ایام، آداب و اعمالی ذکر کردند. برخی از آن‌ها عبارتند از:
1. ذکر خدا
2. تکبیر (الله اکبر) گفتن
3. رمی جمرات
4. قربانی کردن
5. حلق و تقصیر
6. بیتوته در منا
7. اقامت در منا
8. به جا آوردن اعمال مکه
9. اقامه کردن نمازها در مسجد خیف
10. حرمت روزه در ایام تشریق
11. ممنوعیت عمره مفرده در برخی مذاهب
12. خطبه خواندن امام
13. تخییر میان کوچ کردن در روز دوم یا سوم از منا
14. استراحت در منطقه تحصیب